# World's Columbian Exposition

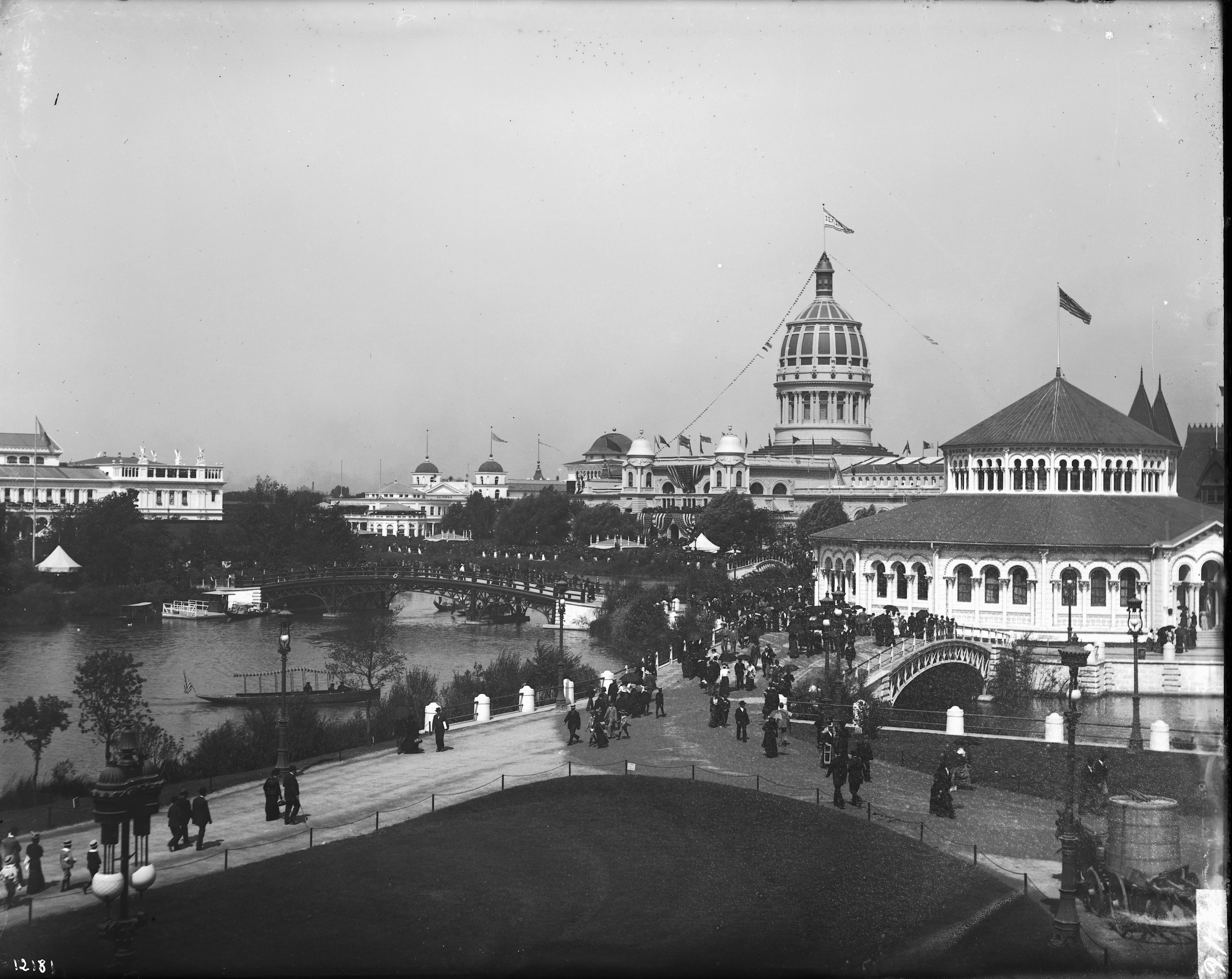
World's Columbian Exposition

World's Columbian Exposition var en världsutställning i den amerikanska staden Chicago, Illinois, år 1893. Utställningen uppfördes för att fira 400-årsjubileet av Christoffer Columbus ankomst till Amerika efter segling över Atlanten, vilket dock skedde 1492.

## Attraktioner
Den vita staden (The White City) var en samling byggnader som uppfördes till utställningen som ansågs vara så vackra att det var tänkt att de skulle stå kvar men brann upp eftersom de var inte gjorda av sten utan av ett billigt material som gav byggnaderna ett skinande glansigt utseende som gav dem namnet Den vita staden. De kallades också så eftersom det användes el under utställningen.
Den el som användes kom från tolv stycken generatorer med växelström som Nikola Tesla skapat.
The Ferris Wheel var världens första pariserhjul. Det byggdes av George Ferris till utställningen.
Spanien bidrog med tre stora skepp som var replikor av Christoffer Columbus skepp Santa Maria, Pinta och Niña.
Norge bidrog med en replika av Gokstadsskeppet som seglades över Atlanten med 12 män ledda av Magnus Andersen. Skeppet står nu (2013) i Good Templar Park i Geneva i Illinois där det väntar på renovering.
Sveriges kommissarie var Artur Leffler. Bland svenska bidrag fanns Per Hasselbergs skulptur Näckrosen och flera verk av Eva Bonnier. Den svenska utställningsbyggnaden ritades av Gustaf Wickman.
World's Congress of Representative Women, som hölls i anslutning, beskrivs som en av dess mest populära attraktioner.

## Galleri

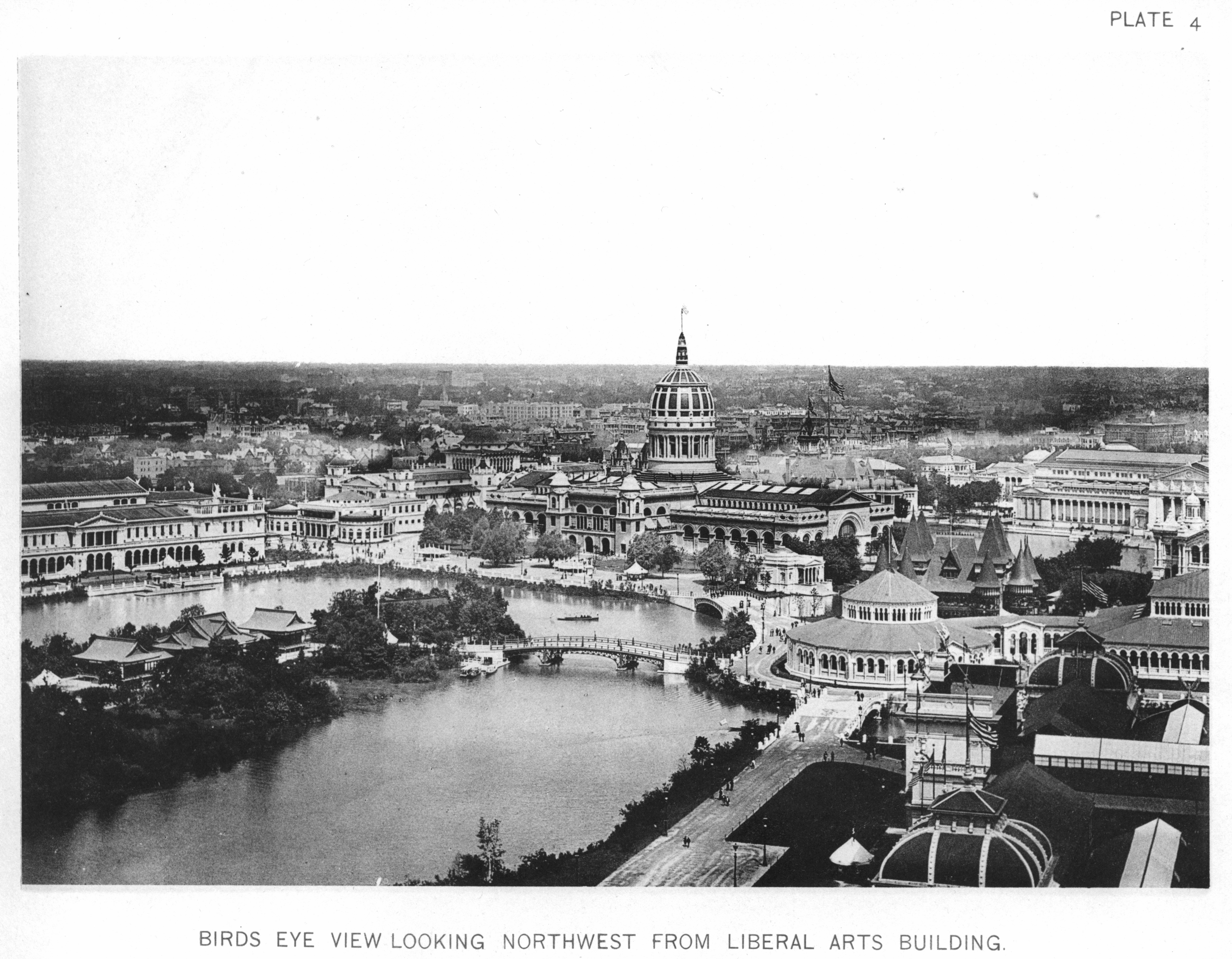
Allmän bild av utställningen.
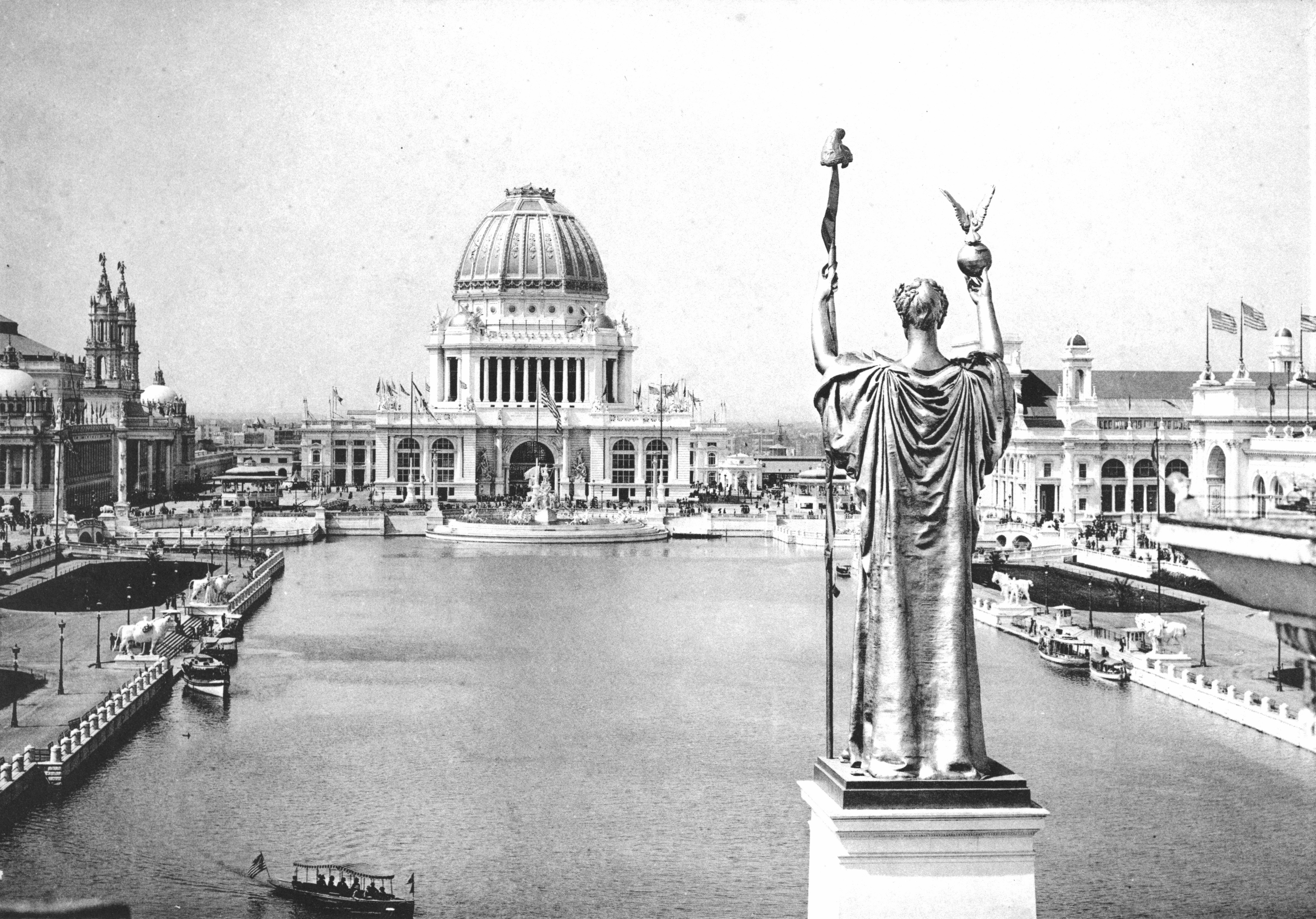
Vy västerut från Peristyle, hedersdomstolen och Grand Basin från 1893 World's Columbian Exposition (Chicago, Illinois)
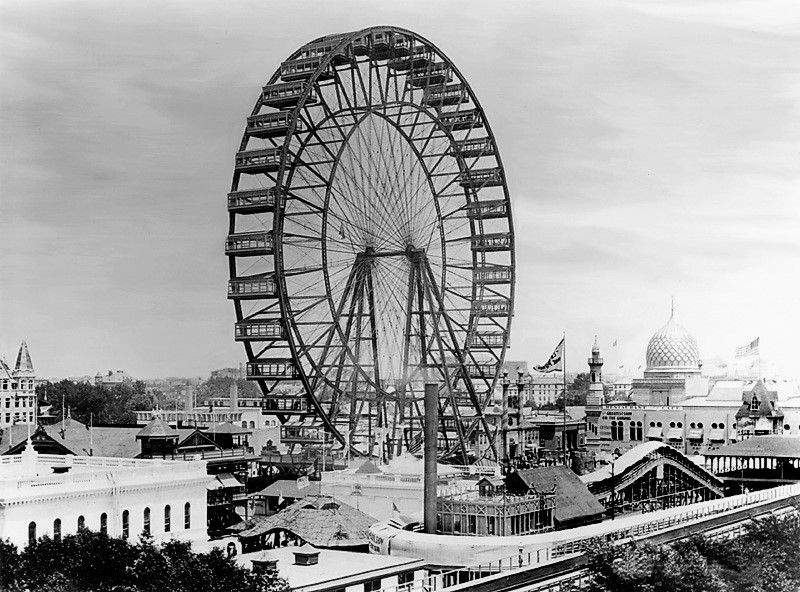
The Ferris Wheel, världens första pariserhjul, byggdes 1893 av George Ferris till utställningen.
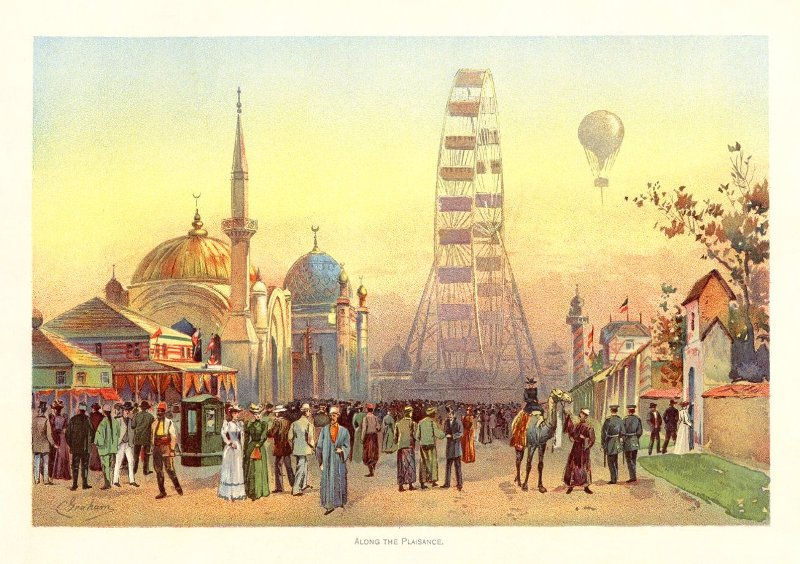
"Längs Midway Plaisance" med pariserhjulet på avstånd. Färgplatta av Charles S. Graham från "The World's Fair in Water Colors".
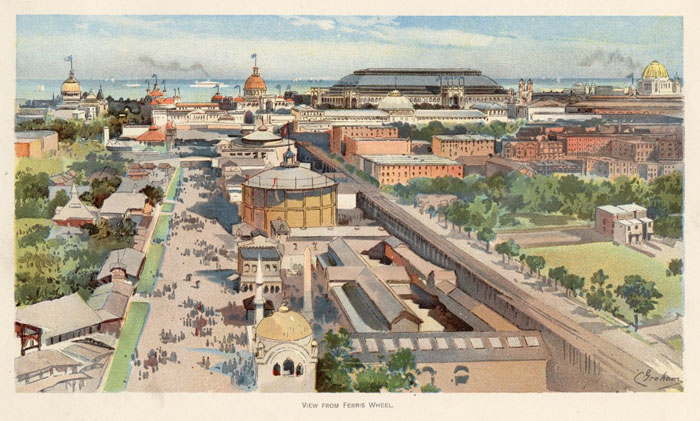
"Utsikt från pariserhjulet", som visar en scen längs Midway Plaisance som inkluderar en cirkulär byggnad till höger nedanför, som innehöll cyclorama-panoramat över Bernalperna, en grupp berg i de västra delarna av Alperna, belägen i Schweiz, och det cirkulära taket och skorstenen till vänster, bortom den första viadukten över Plaisance, låg över Libby Glass Works. Färgplatta av Charles S. Graham från "The World's Fair in Water Colors".
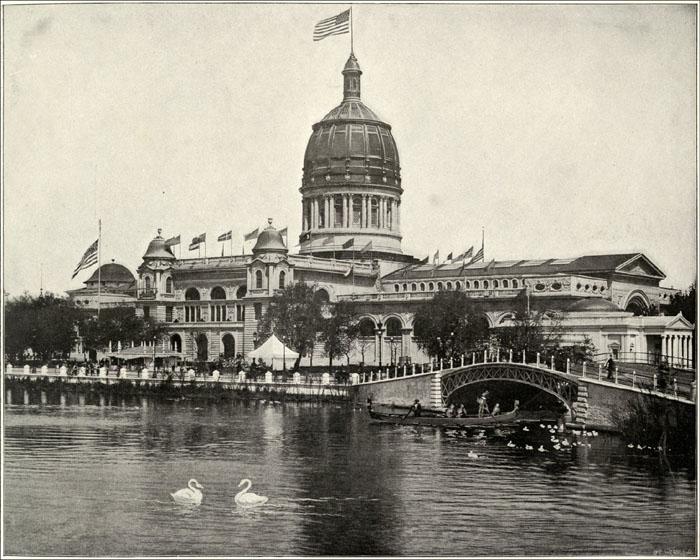
Illinois Building.
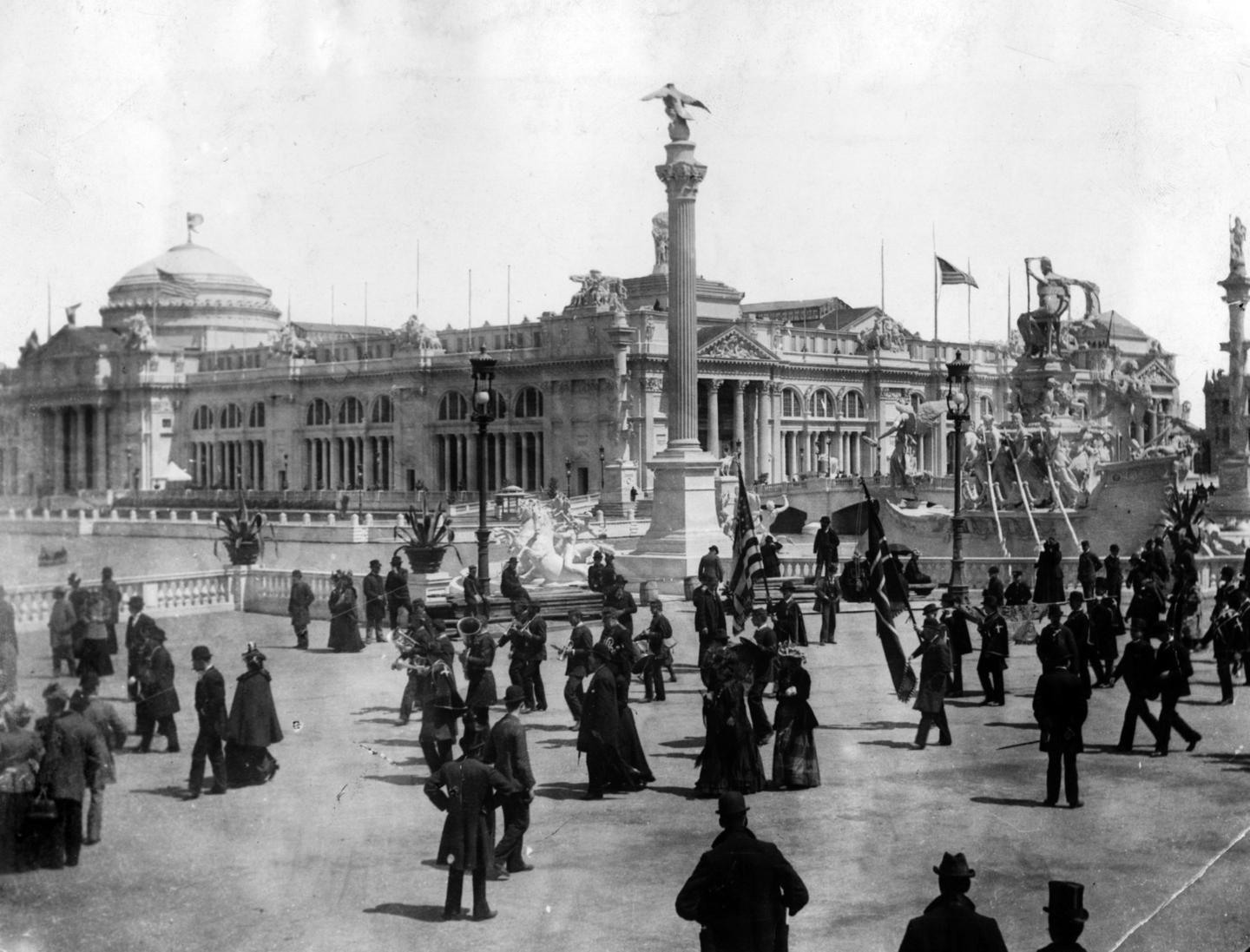
Besökare framför jordbrukspaviljongen.
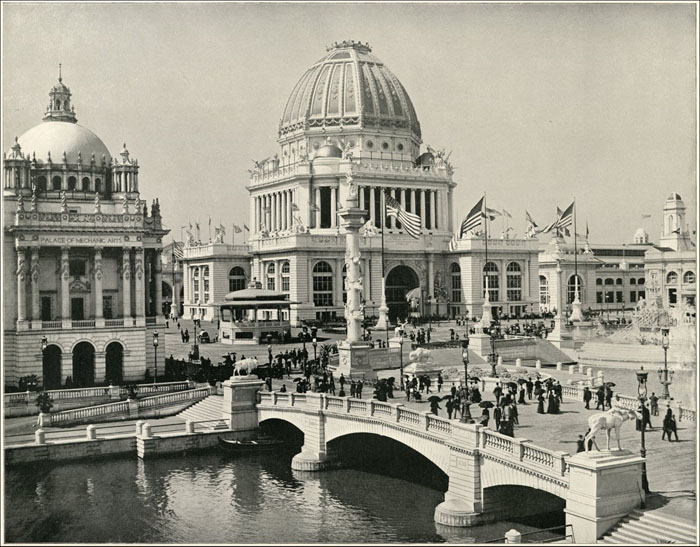
Administrationsbyggnaden i Chicago av arkitekten Richard Morris Hunt.
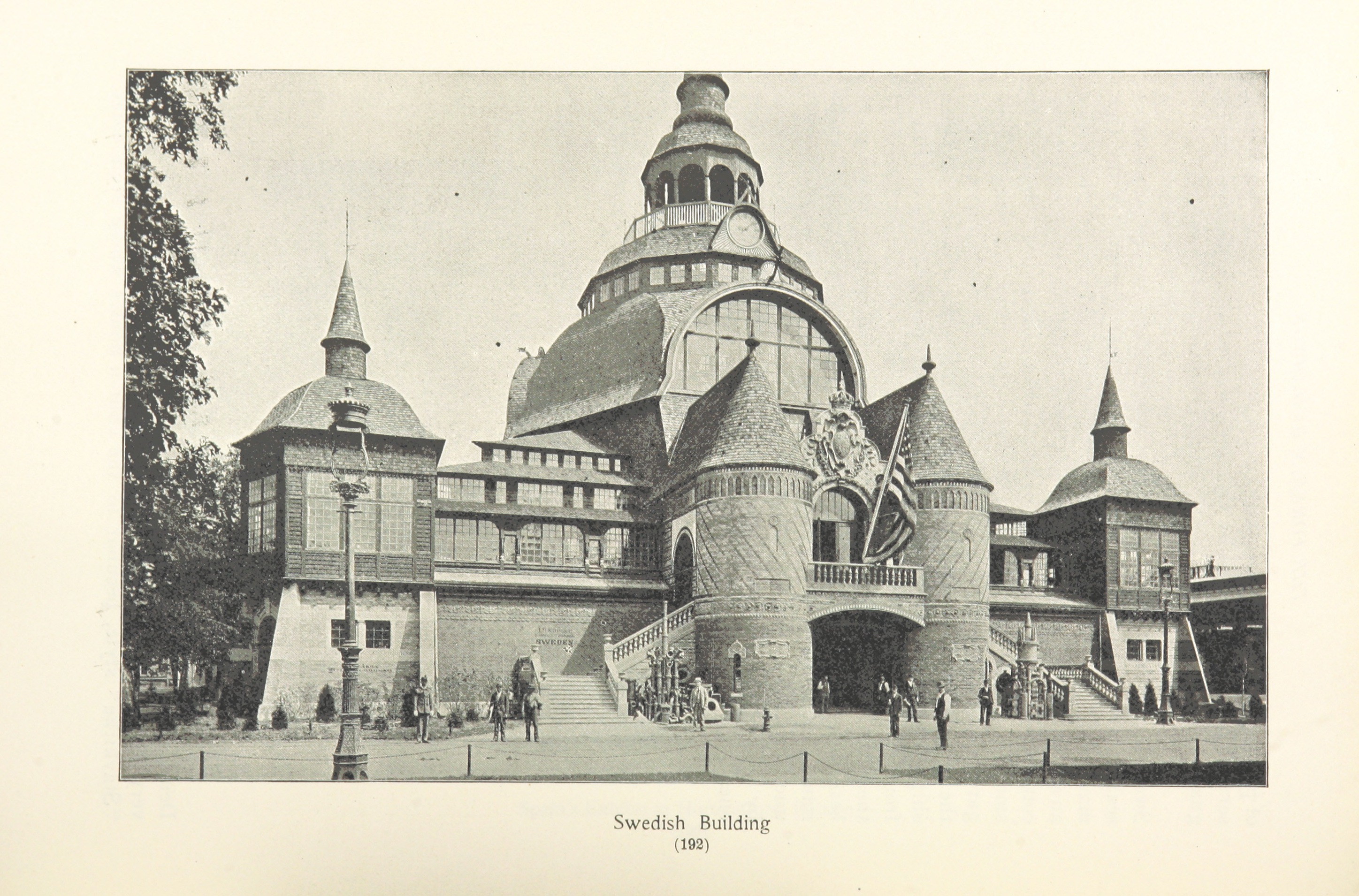
Den svenska utställningsbyggnaden till världsutställningen av arkitekten Gustaf Wickman. Det är en stor träbyggnad med kupol, som med uppslag från det gamla rådhuset i Linköping, "gjorde ett banbrytande nationellt inslag i den dåtida kosmopolitiska utställningsarkitekturen".
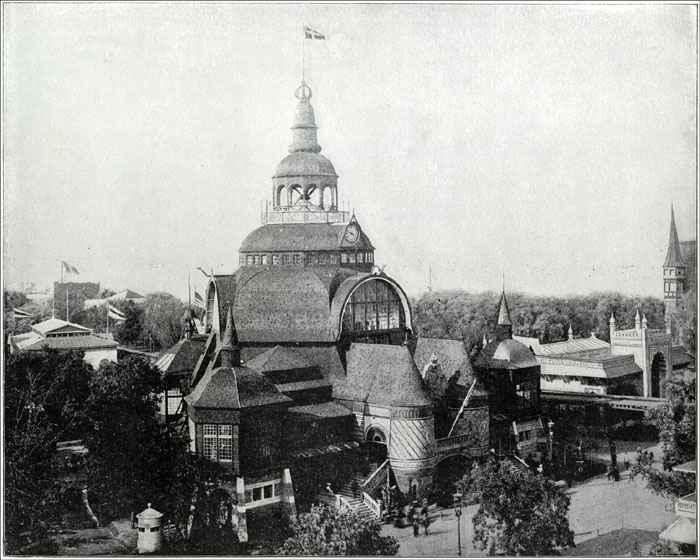
"Sweden's Quaint Home", den svenska byggnaden från världsutställningen i Chicago 1893.